# Замок Тадзіхі-Саруґаке
Замок Тадзіхі-Саруґаке (яп. 多治比猿掛城) — замок в місті Акітаката, префектури Хіросіма, Японія. Дата заснування не відома. Одне з гірських укріплень роду Морі. У 1500 році Морі Хіромото передав спадок і головування у роді своєму старшому синові Морі Окімото і, пересилився до цього замку разом із малим сином Морі Мотонарі. 
Замок Тадзіхі-Саруґаке не зберігся. Сьогодні можна побачити лише залишки земляних бастіонів. На вершині гори розміщено так званий "наглядовий бастіон" (物見丸, мономімару), Довкола якого знаходяться ще 3 групи невеликих бастіонів. Руїни замку зараховані до національних історичних пам'яток Японії.
| Прапор Японії | Це незавершена стаття про Японію. Ви можете допомогти проєкту, виправивши або дописавши її. |